# Łosiewo (rejon pawłowski)
Łosiewo (ros. Лосево) – wieś w Rosji, w obwodzie woroneskim, w rejonie pawłowskim. W 2010 liczyła 4398 mieszkańców.